# Er (personagem bíblico)
Er ou Her, é um personagem do Antigo Testamento, mencionado no livro de Gênesis como filho mais velho de Judá com sua esposa cananeia.
Tamar casou-se com Er, mas Deus fez com que Er morresse por causa de sua iniquidade, deixando Tamar viúva e sem filhos. Seguindo uma tradição da época que se tornou um costume entre os hebreus, Tamar foi dada como esposa a Onã, mas este recusou-se a copular com ela para não gerar filhos que seriam considerados pelo costume como descendentes de seu irmão.
Tal como Er, Onã também é morto. Tamar depois utiliza-se de um artifício para seduzir o sogro e ter filhos.